# Biophytum polyphyllum
Biophytum polyphyllum là một loài thực vật có hoa trong họ Chua me đất. Loài này được Munro mô tả khoa học đầu tiên năm 1840.